# 截拳道
截拳道（ジークンドー、中国語: 截拳道、粤拼: Zit6 Kyun4 Dou6）は、武道家のブルース・リーが開発した武術、哲学。武術のみならず、人間としての生き方を表す思想である。英語ではJeet Kune Do、Jeet kwun daoと書く（広東語発音を英語に当てた表記）。リー自身が使ったように、頭文字をとってJKDと呼ばれることもある。

## 概要
1960年代にブルース・リーは、アメリカで詠春拳を基本とした振藩功夫（ブルース・リー式グンフー）を教えていたが、ロサンゼルスに移ってからさらに実戦的な武術を模索して研鑽・実践を重ねていき、1966年にその名称を截拳道とした。「相手の拳（攻撃）を截（たつ、防ぐ、さえぎる）道（方法、ダオ）」という意味であるが、これは「敵を倒す」という武術としての側面を表すとともに「生きていく上で直面する障害を乗り越える方策・智恵」を示したものでもある。リーは東洋哲学、特に古代禅仏教と老荘思想を高く評価しており、彼のルールに縛られないファイティングスタイルも、そうした自由な思想に多大な影響を受けていると思われる。そうした考えからリー自身は、自らの格闘術に截拳道という名称を与え、カテゴライズすることには少なからず抵抗を感じていたようである。

## ブルース・リーの截拳道創始までの年表

### 詠春拳と様々な中国武術の習得
- 1947年 - 父親の手ほどきで太極拳を学ぶが、長続きしなかった[2]。
- 1953年 - 功夫を習っている相手に喧嘩で負けたことが原因で、詠春拳の使い手である葉問の道場に入門。詠春拳を葉問のもとで3年間修業するが、不良少年であったリーは問題を起こし破門となってしまう。その後は葉問の兄弟子のもとで個人的に2年間修業する。このことにより、詠春拳の一部の技術は学ぶことが出来なかった[1]。
- 1958年 - 高校ボクシング大会に出場し、3年連続チャンピオンのイギリス人を詠春拳の技術だけで1ラウンドKOする[1][2]。
- 1959年 - 精武体育会香港分会において4週間、中国北派拳術及び中国南派拳術の基本功、功力拳、節拳などの型を学ぶ。同年、実戦試合（喧嘩）で詠春派のライバル・蔡李仏派の挑戦相手に大怪我を負わせ、警察沙汰となってしまったリーは渡米することになる。サンフランシスコに到着後暫くしてシアトルに移住。エジソン・テクニカル・スクールに入学し、クラスメートに詠春拳を指導する[1][2]。

### 振藩功夫（ジュンファン・グンフー）創始
- 1961年 - ワシントン大学に入学[3]。大学では哲学を専攻し、自身の武術に哲学的要素を取り入れていく。同年（1962年という説もあり）、日本人空手家（黒帯）より挑戦を受け、Y.M.C.Aシアトルのジムにて実戦試合をし、わずか11秒でKOした[2]。
- 1962年 - ターキー木村の勧めで、道場である振藩國術館を開設。詠春拳を基本とし、他の武術や格闘技（武術と格闘技は狭義では違う）の技術も取り入れた振藩功夫を指導する[1][2]。
- 1964年 - シアトルの道場はターキー木村に任せ、移住先のオークランドに開設した第2の振藩國術館で振藩功夫を指導する。同年夏、ケンポー・カラテの師範エド・パーカーにより、ロングビーチ国際空手選手権大会に招待される。ターキー木村と共に参加し、ワンインチパンチや振藩功夫のデモンストレーションを行った。同年秋、道場破りに来た中国人拳法家ウォン・ジャックマン（太極拳、形意拳、北派少林拳）との闘いに約3分で勝利したが、相手を倒すのに長時間かかってしまったことを反省し、「実戦は6秒以内に終わらせる」という思想に基づき、振藩功夫を洗練させるべく、研究と実践に取り組む。截拳道を創始していく契機となった[1][2]。
- 1965年 - 截拳道（名称）の基本構想が出来上がる[2]。

### 截拳道創始
- 1966年 - テレビ番組『グリーン・ホーネット』に出演のため、オークランドの道場はジェームズ・リーに任せ、ロサンゼルスに移住する[1][2]。この頃、ダン・イノサントとの会話から「截拳道」という名称が誕生する（実際に名称を書面等で使用し始めたのは1967年頃）[1][2]。
- 1967年 - ロサンゼルスに第3の振藩國術館を開設する。オープンフィンガーグローブ、キックミット、キックシールド等の練習用具を考案・開発し、練習に取り入れていく[2]。また、ミト・ウエハラやテッド・ウォン、ダン・リー、ジェリー・ポティート、ハーブ・ジャクソン、ボブ・ブレマー、ピーター・チンなどの弟子達をスパーリングパートナーとして截拳道のさらなる進化に努める。後にミト・ウエハラは「私が疲れ果てると、テッド・ウォンを呼ぶ。私たちが音を上げるまで決してやめなかった。ウォンと私が降参するのを見て楽しんでいたんです」と回想しており、生徒たちに言わせると、彼らは「ブルースの蹴りを受ける人形」だったとのこと。同年、截拳道がアメリカの格闘技雑誌であるブラック・ベルト誌に紹介され、マスコミ初登場となる[2]。以後、振藩功夫から昇華した截拳道は、シンプル・ダイレクト・ノンクラシカルを主眼とし、ブルース・リーの名声とともに格闘家・武術家のみならず世界中の人々から注目を浴びる。
- 1968年 -  再びロングビーチ国際空手選手権大会にダン・イノサントと共に参加し、截拳道のデモンストレーションを行う。当時としては非常に珍しい防具やオープンフィンガーグローブをつけてのフルコンタクトスパーリングを披露した。
- 1969年 - 道場での多人数への指導に熱意を無くし始めたリーは、ロサンゼルスの道場をダン・イノサントに任せ、少人数制のプライベート指導形式（弟子には、テッド・ウォン、ミト・ウエハラ、ハーブ・ジャクソンのほか、スティーブ・マックイーン、ジェームズ・コバーンなどのハリウッド俳優、カリーム・アブドゥル・ジャバー、ジョー・ルイスなどのスポーツ選手/格闘家もいた。）に移行していく。同年、振藩功夫及び截拳道のランキングシステム（昇段システム）も廃止する[1]。この頃、詠春拳含む中国式の伝統武術への信頼も失くしたことを葉問の愛弟子であり友人のウィリアム・チュンに手紙で打ち明けている一方で、詠春拳がなければ今の私はいないとターキー木村に手紙で伝えている。
- 1970年 - シアトル・オークランド・ロサンゼルスの3ヶ所の振藩國術館を全て閉鎖する。理由は、生徒達が截拳道には何か特別な技法が有り、それを学びたいと幻想していた事による[1]。同年、ストレッチやウォーミングアップ無しでグッドモーニングエクササイズをして仙骨神経を損傷し、約半年間寝たきりの生活となったが、その間に截拳道に関する膨大な研究メモを残した。医師に武術は諦めるように言われたが、何とか動けるまで回復した。
- 1971年 - ジョー・ルイスの空手大会でのKO勝利に貢献したとして、TRAINER-COACH OF THE YEARにブルース・リーが選出される。同年、映画出演及び制作のため、香港へ移住する。移住後はワークアウトパートナー無しの一人研鑽となる[1]。
- 1973年 - ブルース・リー急逝。リーは生前、ジークンドーは便宜上の呼び名に過ぎず、弟子達はそれぞれの道を歩む必要があり、ジークンドーとはこういう技だとかスタイルだとか言う者が現れたらジークンドーの名前を剥ぎ取ってしまえと主張しており、ジークンドーの名称及び商号使用権の法定相続人である娘のシャノン・リーは著書「友よ、水になれ」で「これ（ジークンドー）を体系(システム)や流派(スタイル)と呼ぶのを避けようとした。こうした言葉は人と人とを切り離し、人と芸術性を限定しがちだからです。ジークンドーという名称にとらわれ、何がジークンドーで何がジークンドーでないかを議論するくらいなら、そんな名称は消えてしまった方がいい、とまで父は言いました。」と記している。生前最後の撮影となった『燃えよドラゴン』の冒頭シーンでは、現在の総合格闘技の原型と言える打・投・極有りのフルコンタクトスパーリングを披露しており、このシーンで使用されているオープンフィンガーグローブは、ダン・イノサントと共同で開発したものである。

## 系統
截拳道はブルース・リーが亡くなるまで開発途上であったため、大きく以下の系統に分かれている。

### ダン・イノサント系統
ダン・イノサントが継承した系統。
シンプル・ダイレクト・ノンクラシカルを基本概念とし、不確実性極まる様々な状況を想定して截拳道を「究極の真実」と定義するに至ったリー自身の「Be Formless, Shapeless, Like Water」「When one has reached maturity in the art, one will have a formless form」「Walk On」などの言葉に表される思想や精神と截拳道の「以無法為有法 以無限為有限」の武道哲学を踏襲し、流れる水の如く、留まる事無く自らを進化させ、究極的には形無き形・法無き法へと昇華させる限り無き道を歩み続けるという真義の元、振藩功夫を含む截拳道以外にもカリ、シラット等を稽古し、あらゆる武術や格闘技を研究し対策していたリー同様、実戦性を重視して様々な局面に対応すべく実践を重ねている。

### テッド・ウォン系統
テッド・ウォンが継承した系統。
フェンシングとボクシングの科学的な原理を抽出したリードパンチ「ストレートリード」を核として、フットワークを多用したリード側での攻撃が大部分を占める。振藩功夫の頃にあった接触法の技術は外されている。晩年、ブルース・リーはフェンシングではアルド・ナディ、ボクシングではジム・ドリスコルやジャック・デンプシー、エドウィン・ヘイスレットから多くの影響を受けている。

## 関連人物
以下、時系列順に紹介する。
- ターキー木村：ブルース・リーのシアトル時代の直弟子であり親友。日系アメリカ人。ブルース・リーに道場開設のきっかけを作った。振藩功夫のインストラクター免状を与えられ、シアトルの振藩國術館を任された。ブルース・リー他界後は振藩功夫の継承者として、少人数にのみブルース・リーからの教えを伝えていた。2021年他界。
- ジェームズ・リー：ブルース・リーのオークランド時代の直弟子。振藩功夫のインストラクター免状を与えられ、オークランドの振藩國術館を任された。振藩功夫の継承者。1972年他界。
- ダン・イノサント：ブルース・リーのロサンゼルス時代の直弟子。弟子の中では唯一３種類の免状（振藩功夫、振藩拳道、截拳道）全て３ランク（指導員レベル）を授与される。ブルース・リー認定截拳道ランクの最高ランク保持者。ロサンゼルスの振藩國術館を任された。ブルース・リー他界後は、現在に至るまでイノサントアカデミー代表を務めている。
- リチャード・バステロ：ブルース・リーのロサンゼルス時代の直弟子。ブルース・リー他界後は振藩功夫の継承者として、IMBアカデミー代表を務めた。2017年他界。
- テッド・ウォン：ブルース・リーのロサンゼルス〜香港時代の直弟子。インストラクター免状は与えられていないが、1967～1973年まで（1970年後半はブルース・リーが怪我のため中断。1971年半ば以降はブルース・リーが香港へ移住のためアメリカに帰国した時のみ）個人レッスンを受け、スパーリングパートナーでもあった。リー他界後は15年かけて技術を鍛錬した後に、その伝承に努めた。2010年他界。